# Трищетинник довговолосистий
Трищетинник довговолосистий — вид однодольних квіткових рослин з родини злакових (Poaceae).

## Опис
Багаторічник; є столони. Стебла 40–50 см завдовжки. Листові пластинки завдовжки 7–15 см, 5–10 мм ушир, поверхня шорстка, краї війчасті; листкові піхви ворсисті. Волоть відкрита, ланцетна, рівностороння чи поникла, 6–10 см завдовжки, 2–3 см ушир. Родючі колоски з 3–4 плодючих квіточок, довгасті, стиснуті з боків, 5–8 мм у довжину, при зрілості розчленовуються під кожною родючою квіточкою. Колоскові луски подібні, блискучі, ланцетоподібні, 1-кілеві, верхівки гострі; нижня луска 0.66 довжини верхньої, 1-жилкова; верхня 0.9 довжина сусідньої фертильної леми, 3-жилкова. Плодюча лема довгаста, 4–6.5 мм завдовжки, блискуча, кілювата, 5-жилкова, верхівка зубчаста, 1-остюкова, загальна довжина 3.5–5.5 мм.

## Поширення
Поширення: Румунія, Україна.
В Україні вид росте на вапнякових скелях та осипах — вказується для Українських Карпат (на кордоні з Румунією).